# Вагнер, Александр фон
Алекса́ндр (Шандор) [фон] Ва́гнер (нем. Alexander von Wagner, венг. Wagner Sándor; 16 апреля 1838, Пешт — 19 января 1919, Мюнхен) — немецкий живописец, австро-венгерский подданный по происхождению, крупная фигура среди мюнхенских художников времён «прекрасной эпохи», педагог.

## Биография
Александр фон Вагнер родился в Пеште, Венгрия. Окончив гимназию в своем городе, в 19 лет Александр фон Вагнер поступил в Академию изобразительных искусств в Вене, где обучался у Генриха Вебера. На следующий год он перевелся в Королевскую академию изобразительных искусств в Мюнхене и занимался у профессора Карла Теодора фон Пилоти в 1856—1864 годах.
С 1869 по 1910 Александр фон Вагнер — профессор по истории художеств в Мюнхенской Академии. Он работал над историческими сюжетами и сценами из венгерской жизни. Посещал Венгрию, Италию и Испанию. Его учениками были Пал Синьеи-Мерше, Эмиль Визель, Антон Ажбе, Францишек Жмурко, Станислав Ленц, Станислав Грохольский.
Александр фон Вагнер умер в Мюнхене. Похоронен на Старом южном кладбище.

## Творчество
Наиболее известная работа Александра фон Вагнера — «Гонки на колесницах» (хранится в Художественной галерее Манчестера). Он написал её для Венской выставки и создал увеличенную копию для юбилейной экспозиции. На картине древнеримская гонка на колесницах в Большом цирке под президиумом Императора Домициана. Другая известная картина — совместная работа с Жозефом Бульманном — панорама Рима под названием «Das alte Rom mit dem Triumphzuge Kaiser Constantin’s im Jahre 312 n.Chr». Картина была уничтожена, но копию руки Ядегара Асиси (Yadegar Asisi) можно увидеть в Панометере Лейпцига.
Другие работы (выборочно)
- Titusz Dugovics opfert sich in der Schlacht um Belgrad (Титус Дугович спасается в Белградском сражении), 1859
- Königin Izabella’s Abschied aus Transsylvanien (Прощание королевы Изабеллы с Трансильванией)
- Markttag (Рыночный день)
- Mátyás besiegt Holubár (Матиас побеждает Холубара, фреска), Венгерский государственный оперный театр , 1865
- Pferdetrieb auf der Hortobagyer Puszta in Ungarn, 1880
- Das Wagenrennen, 1882, Художественная галерея Манчестера
- Wagenrennen im Circus Maximus in Rom zur Zeit des Domitian (Гонки на колесницах)
- Ungarisches Fuhrwerk
- Роспись Зала Республик в ратуше Гамбурга, 1899

Портрет Александра фон Вагнера работы Франца Лахнера находится в коллекции музея Gebrüder-Lachner в Рейне с 2003 года.

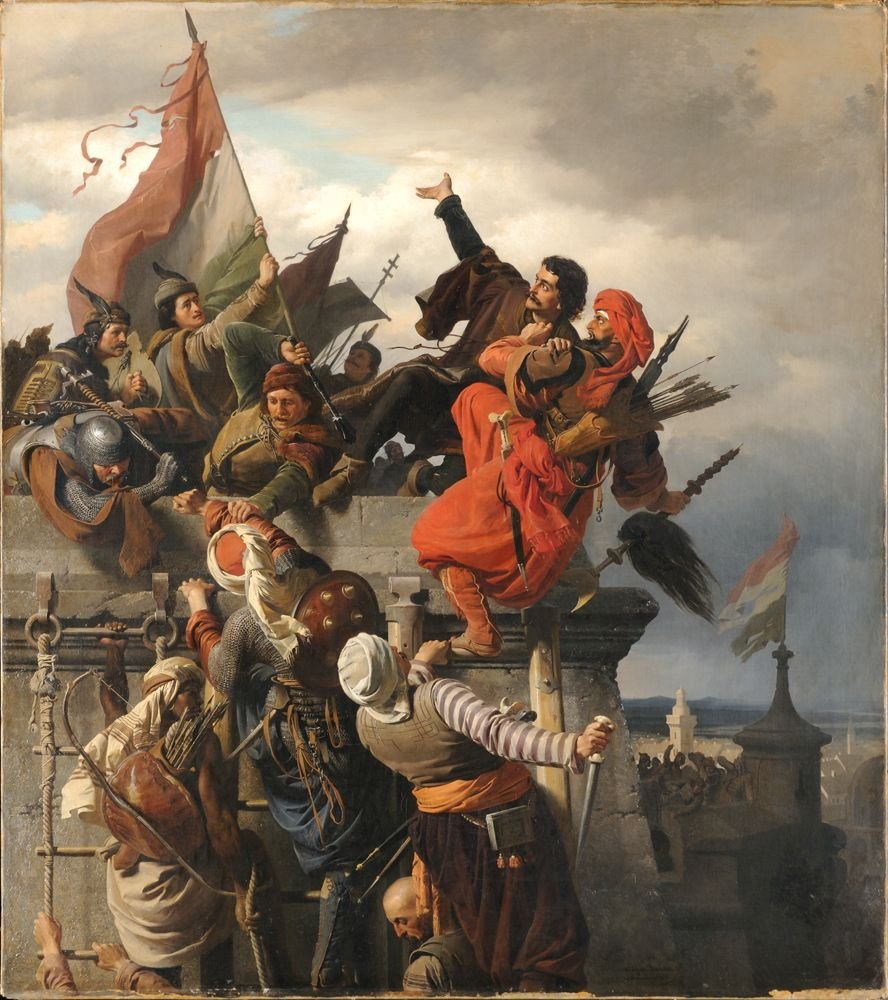
Титус Дугович
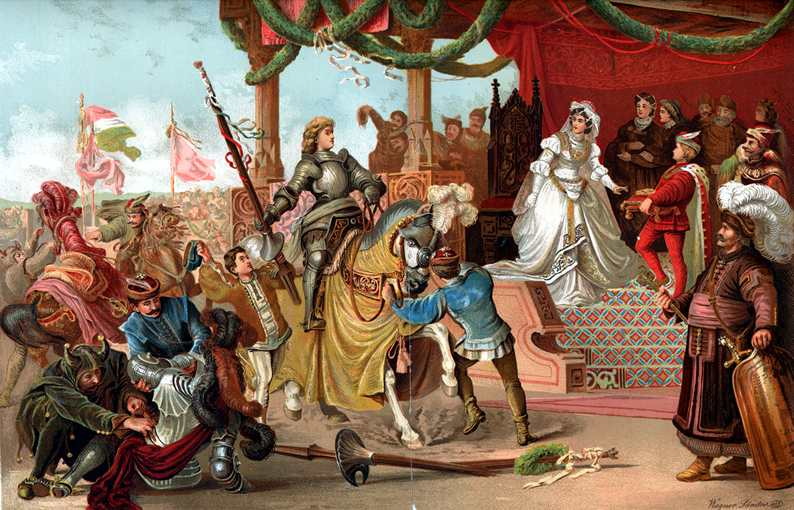
Матиас побеждает Холубара
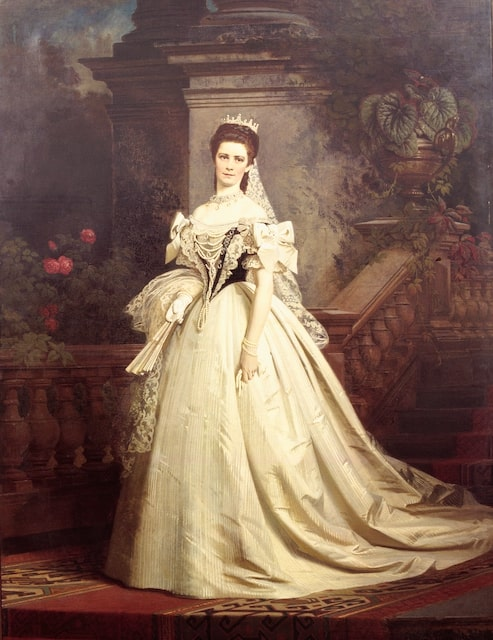
Королева Елизавета
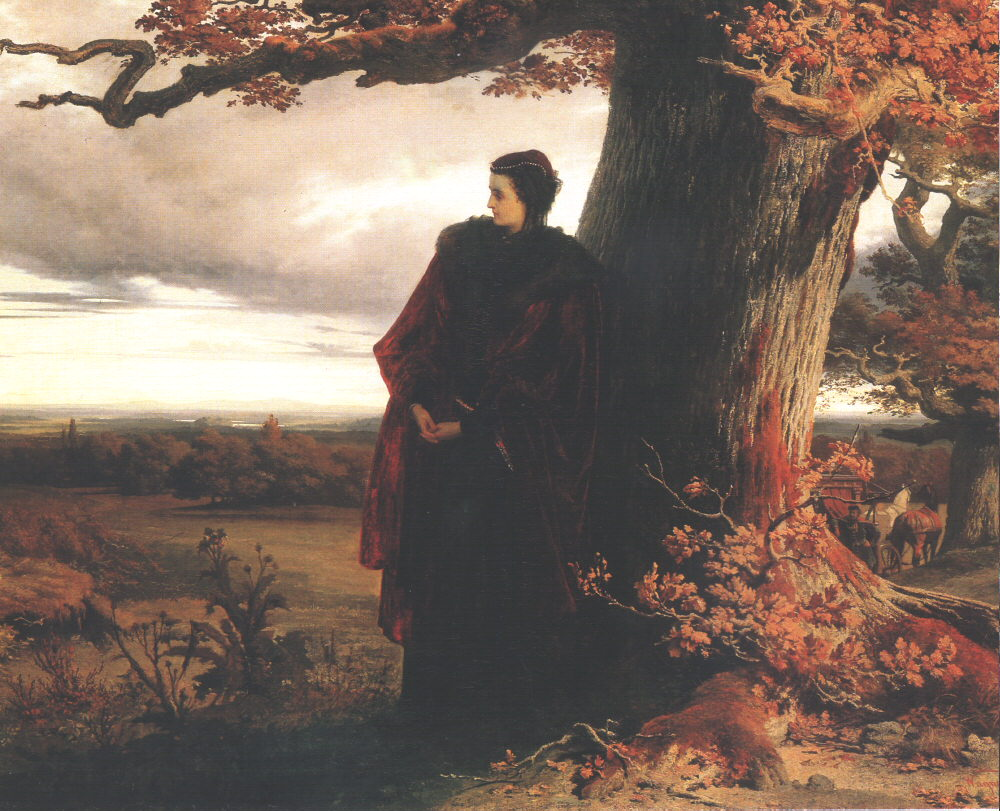
Прощание королевы Изабеллы с Трансильванией
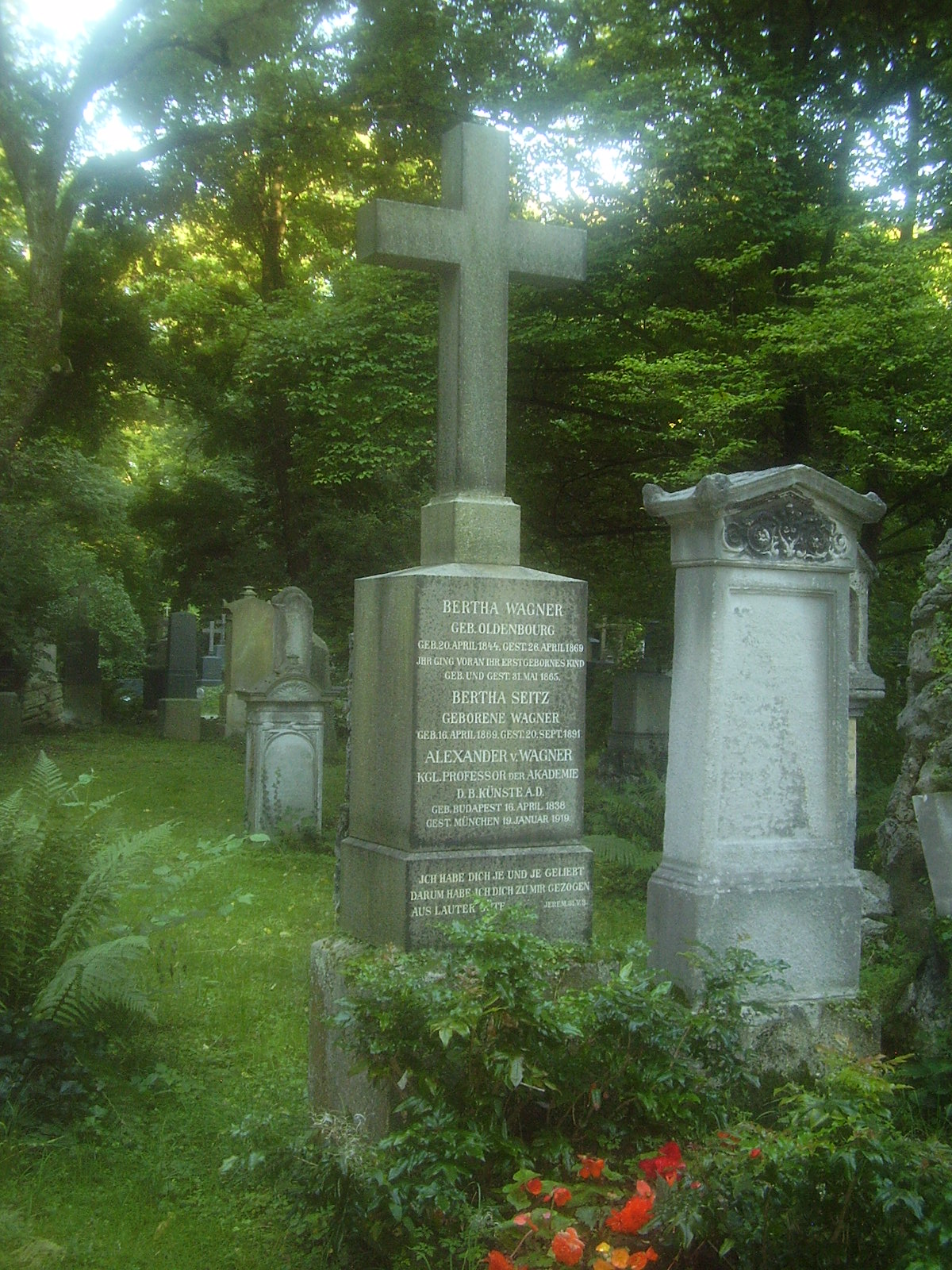
Могила Александра фон Вагнера